# Steinmetzstraße 31 (Mönchengladbach)

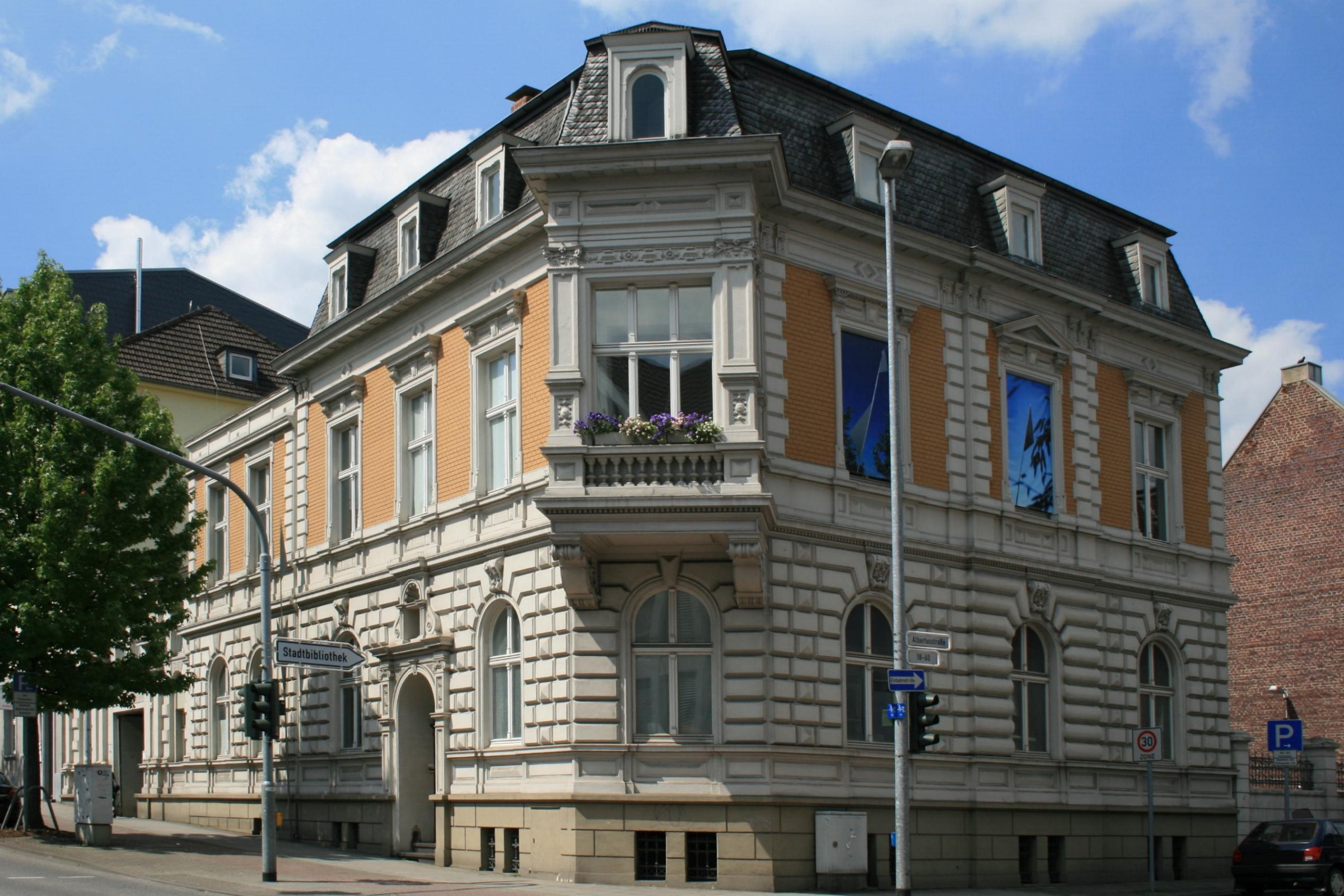
Wohneckhaus (2010)

Das Wohnhaus Steinmetzstraße 31 steht in Mönchengladbach (Nordrhein-Westfalen) im Stadtteil Gladbach.
Das Gebäude wurde 1880/90 erbaut und unter Nr. St 006 am 10. Dezember 1985 in die Denkmalliste der Stadt Mönchengladbach eingetragen.

## Lage
Die Steinmetzstraße liegt nordöstlich der Altstadt. Das Haus liegt an der westlichen Ecke der Kreuzung mit der Albertusstraße.

## Architektur
Bei dem Objekt handelt es sich um einen zweigeschossigen, dreiseitig freistehenden Massivbau von 3:3 Achsen auf hohem Kellersockel mit verschiefertem Mansarddach aus der Zeit um 1880/90.